# Miðalfelli (Norðskáli)
Miðalfelli è una montagna alta 655 metri sul mare situata sull'isola di Eysturoy, nell'arcipelago delle Isole Fær Øer, in Danimarca.